# عدنان سمارة
عدنان نايف عبد الرحيم سمارة (15 سبتمبر 1941 – ) سياسي فلسطيني.

## نشأته
ولد عدنان نايف عبد الرحيم سمارة بتاريخ 15 سبتمبر 1941 في مدينة نابلس لأسرة من قرية نصف جبيل قرب نابلس شمال الضفة الغربية، تلقى تعليمه الابتدائي في مدرسة قرية بيت إمرين المجاورة، والإعدادي في مدرسة قرية برقة، ثم انتقل للدراسة في مدرسة قرية سبسطية.

## أبرز مناصبه
- وكيل وزارة الصناعة والتجارة الفلسطينية، (1995 - 2004).
- رئيس مجلس أمناء جامعة القدس المفتوحة، (2005 - حتى الآن).[2]
- مستشار الرئيس محمود عباس لشؤون الإبداع والتميز، (2012 - 2019).
- رئيس المجلس الأعلى للإبداع والتميز بدرجة وزير، (2015 - حتى الآن).[3]
- رئيس مجلس إدارة صندوق دعم الإبداع والتميز، (2016 - حتى الآن).[4]
- نائب أمين سر المجلس الثوري الفلسطيني.[5]
- رئيس جمعية الصداقة الفلسطينية الصينية.[6]